# Vexillum sykesi
Vexillum sykesi är en snäckart som först beskrevs av James Cosmo Melvill 1925.  Vexillum sykesi ingår i släktet Vexillum och familjen Costellariidae. Inga underarter finns listade i Catalogue of Life.